# シャルル・メシエ

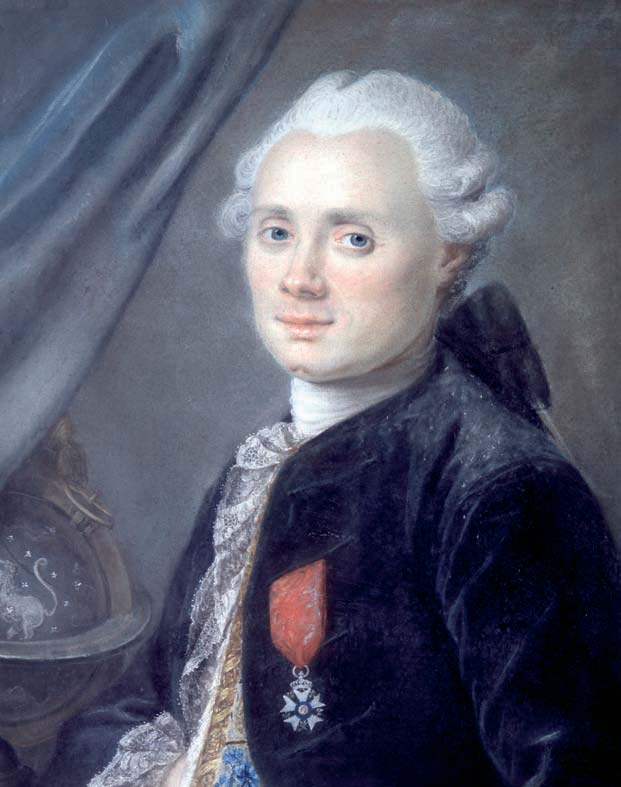
シャルル・メシエ

シャルル・メシエ（Charles Messier 、1730年6月26日 - 1817年4月12日）は、フランスの天文学者。星雲・星団・銀河に番号を振り、『メシエカタログ』を作った。

## 生涯
ロレーヌのバドンヴィレに生まれる。11歳の頃に父を亡くした。
パリのフランス海軍天文台で、1751年から天文官ジョゼフ＝ニコラ・ドリルの助手として働き、航海天文台の事務員となって彗星の発見に没頭。1758年冬から、過去の観測から出現が予報されていたハレー彗星の捜索を始め、翌1759年1月21日に発見、ドリル天文官から表彰を受ける。しかし、それはヨハン・ゲオルク・パリッチュによる発見（1758年12月25日）の1か月後だった。マスコミが未発達のこの時代、1か月遅れの独立発見は仕方がないことではあるが、パリッチュがヨーロッパ中に一躍名を知られるのと対照的に、この発見によっていわれのない誹謗中傷を受けたことからその名を知られることとなる。しかし、この出来事の屈辱をばねとして、彼はより一層彗星探索に没頭するようになっていった。
1760年、ドリルの退官に伴い天文官に就任。彗星発見者としての名声は高まっていき、1764年ロンドン王立協会の外国人会員となる。このころ彗星の捜索の際、彗星と紛らわしい天体が多いことに閉口したメシエは、1764年初めからこうした天体のリストを作り始めた。そして、同年末、18個の自ら発見した天体にそれまで知られていたものを加えた40個 (M1-M40) の天体リストを作成。このとき加えた40番目の天体は二重星だった。その後、1765年におおいぬ座にM41を発見したため、45個にしようと思い立ったメシエは、リストにM42やプレセペ、プレアデスなどの有名な天体を追加した（詳しくは後述）。
1769年、おひつじ座のはずれに大彗星 (C/1769P1) を発見し、プロイセン科学アカデミーの外国人会員の資格を得た。フランス学士院は一介の事務官に学士院会員資格を与えることを渋っていたが、メシエが翌1770年にも彗星（レクセル彗星 (D/1770 L1) ）を発見するとさすがに無視できず、同年に科学アカデミーの会員資格を与えた。生涯に発見した彗星は13個に上る（うち一つは助手のピエール・メシャンとの共同発見）。ルイ15世はメシエを「彗星の狩人」と呼んだ。ナポレオンはメシエに勲章を与えた。
1774年に『メシエ天体カタログ』第1巻 (M1-M45)、1781年に第2巻 (M46-M68)、1784年に第3巻 (M69-M103) をそれぞれ発表。
このカタログに掲載された天体をメシエ天体と呼ぶ。たとえば、M31はアンドロメダ銀河を表す。メシエは、カタログの体裁を（末尾の数字を0か5に）整えるため、二重星（M40、現在欠番）や彗星と間違えるはずのない星団（M45など）も入れていた。
後の観測でこれらのメシエ天体には星雲以外に、星団・銀河も多く含むことが判明した。
メシエが使用していた望遠鏡には口径9cmアクロマート屈折望遠鏡や口径15.2cmグレゴリー式反射望遠鏡、および口径19cmグレゴリー式反射望遠鏡などがある。
彼の名誉を称えて月のクレーター（メシエ）、小惑星7359番（メシエ）に彼の名が付けられている。1775年、ジェローム・ラランドによってかんししゃメシエ座（監視者メシエ座）という星座が設定されたことがあるが、現在は用いられていない。

## メシエが発見した彗星
いずれも非周期彗星である。
- C/1760 B1 (Messier)
- C/1763 S1 (Messier)
- C/1764 A1 (Messier)
- C/1766 E1 (Messier)
- C/1769 P1 (Messier)
- D/1770 L1 (Lexell)
- C/1771 G1 (Messier)
- C/1773 T1 (Messier)
- C/1780 U2 (Messier)
- C/1788 W1 (Messier)
- C/1793 S2 (Messier)
- C/1798 G1 (Messier)
- C/1785 A1 (Messier-Mechain)